# Непорент, Бертольд Самуилович
Бертольд Самуилович Непорент (11 августа 1911—1997) — российский учёный-спектроскопист, лауреат Ленинской премии (1980).

## Биография
Сын Самуила Исааковича Непорента (1888—1973), внук крупного российского нефтепромышленника Исаака Матвеевича Непорента (1859—1919), сооснователя нефтяной компании «Мотовилиха» в Баку, председателя правления судоремонтных заводов.
После окончания Ленинградского политехнического института (1936) работал в Государственном оптическом институте (ГОИ): научный сотрудник, начальник спектроскопического отдела. После того, как в 1981 г. оставил руководство отделом из-за резко ухудшегося зрения - главный научный сотрудник лаборатории пикосекундной спектроскопии.
Научная область – фотоника сложных многоатомных молекул.
В 1952 г. на базе систематических исследований провёл классификацию электронных спектров органических молекул.
В 1978 г. вместе с Н. А. Борисевичем открыл явление стабилизации-лабилизации возбуждённых состояний многоатомных молекул в газовой фазе.
Соавтор уникальных приборов, в числе которых стратостатные автоматические спектрометры и лазерный спектроскопический комплекс «ПУЛС».
Доктор физико-математических наук (1947), профессор.
Лауреат Ленинской премии (1980) и золотой медали им. С. И. Вавилова Академии наук СССР (1991).
Умер в феврале 1997 года.

## Семья
- Жена — физик Лидия Арсентьевна Кочур,
- дочь — физик Ирина Бертольдовна Непорент (1945—2011).
- Тётя — Фани Исааковна Непорент (в замужестве Виленская; 1892—1958), оперная певица, музыкальный педагог.
- Дяди — Осип (Иосиф) Исаакович Непорент (1886—1966), советский экономист и инженер, заведующий кафедрой организации машиностроительного производства и декан инженерно-экономического факультета Ленинградского политехнического института; Матвей Исаакович Непорент (1897—1985), врач-рентгенолог и учёный-медик.